# شيفا (ممثل)
شيفا هو ممثل هندي، ولد في 10 ديسمبر 1982 بتشيناي في الهند.

## الحياة الشخصية
تزوج شيفا من صديقته منذ فترة طويلة ولاعبة كرة الريشة السابقة على المستوى الوطني بريا في 15 نوفمبر 2012. ولد ابنهما أغاستيا في 25 يونيو 2019.

## مهنة الفيلم

### 2001-2008
كان أول دور سينمائي لشيفا دورًا مساندًا في فيلم عام 2001 12B ، حيث لعب دور صديق شام .  ظهر لأول مرة كممثل رئيسي في الكوميديا الرياضية فينكات برابهو لعام 2007 تشيناي 600028 جنبًا إلى جنب مع عشرة ممثلين آخرين لاول مرة.  دوره التالي ، مرة أخرى تحت إشراف فينكات ، ساروجا (2008). Both films were box office hits.
ثم قام شيفا بدور البطولة في فيلم Thamizh Padam (2010) ، وهو محاكاة ساخرة كاملة لسينما التاميل المعاصرة ، وحصل أدائه على تقييمات رائعة. كان فيلمه الكوميدي Va Quarter Cutting متوسط الدخل. أصبح أول إصدار له في عام 2011 هو الدراما الرومانسية التي طال انتظارها باثيناارو ، والتي كانت أول مشروع غير كوميدي له. خلال هذه الفترة ، أكمل أيضًا فيلمًا كوميديًا آخر بعنوان Siva Poojaiyil Karadi ، للمخرج راما نارايانان ، لكن الفيلم لم يُطلق أبدًا. 
في عام 2012 ، ظهر جنبًا إلى جنب مع فيمال في فيلم Kalakalappu الكوميدي للمخرج Sundar C ، والذي نال مراجعات إيجابية وحقق أداءً تجاريًا جيدًا. يصور دور المحتال الصغير راغو ، لاحظ النقاد أن شيفا كان "سارق المشهد" و "يحمل النصف الأول بمزاحه".   جلب نجاح الفيلم للممثل المزيد من السيناريوهات واستمر Shiva في الظهور في أربعة أفلام كوميدية في عام 2013. إطلاقه الأول ثيلو مولو ، وهو طبعة جديدة من عام 1981 راجنيكانث كاتب ، أظهره جنبًا إلى جنب مع العشاء تالوار وبراكاش راج ، كما حقق نجاحًا تجاريًا جيدًا. حصل الممثل أيضًا على تصوير إيجابي لرجل محتال مع ناقد مشيرًا إلى أن "Shiva أخذ الفيلم بأكمله في كتفيه وقدم أفضل ما لديه. توقيته الكوميدي مثالي والقصص الفردية مرحة. "   كما حصل إصداره الثاني للعام Sonna Puriyathu ، حيث لعب دور فنان دبلجة ، على تقييمات جيدة. أشاد Sudhish Kamath من The Hindu بأداء الممثل مشيرًا إلى أنه "لا أحد يجعل النكات السخيفة تعمل بوجه مستقيم مثل Shiva" ، كما أنه "الرجل المضحك الذي يتظاهر بأنه مهم".  الإصدار التالي ، Ya Ya ، أظهره جنبًا إلى جنب مع Santhanam في الدور الرئيسي. شوهدت شيفا بعد ذلك في أول ظهور إخراجي لـ Kiruthiga Udhayanidhi ، Vanakkam Chennai ، مسرحية موسيقية رومانسية مقابل Priya Anand . تلقى الفيلم آراء إيجابية متباينة ، لكنه حقق نجاحًا تجاريًا. 
في عام 2015 ، قام ببطولة فيلمين مع Masala Padam و 144 .   في عام 2016 ، كانت أفلامه هي Adra Machan Visilu و Chennai 600028 II ، وهي كوميديا رياضية تكميلية لـ تشيناي 600028 .   في عام 2018 ، تم إصدار Kalakalappu 2 ، وهو تكملة لفيلم Kalakalappu ، من إخراج  Sundar C. .  لقد فتح أمام مراجعات جيدة من الجمهور. على الرغم من أن الفيلم يحتوي على قصة يمكن التنبؤ بها ، إلا أن الجزء الفكاهي أصاب وترا حساسا لدى المشاهدين.  ظهر صوته أيضًا في أفلام مثل Vandi (2018) و Charlie Chaplin 2 (2019).  

## وصلات خارجية
- شيفا على موقع IMDb (الإنجليزية)
- شيفا على موقع قاعدة بيانات الفيلم (الإنجليزية)